# Sandra Farmer-Patrick
Sandra Farmer-Patrick, född den 18 augusti 1962 i Kingston Jamaica, är en amerikansk före detta friidrottare som tävlade i häcklöpning.
Farmer-Patrick var i final vid Olympiska sommarspelen 1984 där hon slutade åtta. Hon var även i final vid både VM 1987 och VM 1991 där hon båda gångerna slutade på fjärde plats. 
Vid Olympiska sommarspelen 1992 slutade hon på andra plats efter brittiskan Sally Gunnell. De två hade även en kamp om guldet vid VM 1993 i Stuttgart där Gunell åter vann. Både Gunell och Farmer-Patrick var i finalen snabbare än det då gällande världsrekordet som Marina Stepanova hade. Gunell sprang på 52,74 och Farmer-Patrick på 52,79.
VM i Stuttgart blev hennes sista stora internationella mästerskap.